# Intesa balcanica

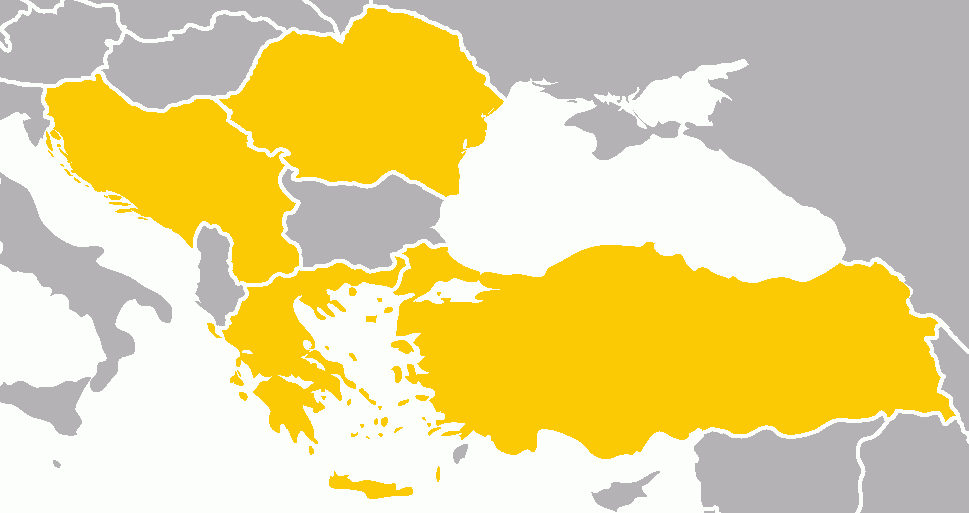
Membri dell'alleanza

L'Intesa balcanica, nota anche come Patto balcanico, fu un'alleanza formata da Grecia, Romania, Turchia e Jugoslavia. Fu ratificata il 9 febbraio 1934 ad Atene. L'accordo prevedeva la non belligeranza tra i quattro Stati, l'inviolabilità delle frontiere, il coordinamento della politica estera e l'aiuto reciproco in caso di dichiarazione di guerra da parte di uno Stato non aderente al patto. I'Intesa balcanica rimase formalmente in vigore fino all'autunno del 1940.

## Storia
L'accordo è stato firmato con l'intento di creare un fronte unito contro le ambizioni territoriali della Bulgaria, e quindi i firmatari accettarono di sospendere tutte le dispute territoriali tra di loro e con i loro vicini immediati, a seguito della Prima guerra mondiale e delle tensioni irredentistiche nella Penisola balcanica.
Altre nazioni della regione coinvolte nelle trattative diplomatiche, come l'Italia, l'Albania, la Bulgaria, l'Ungheria e l'Unione Sovietica, rifiutarono di firmare il patto. Nonostante ciò l'Intesa balcanica entrò in vigore il giorno stesso della sua firma e fu registrato nella serie dei trattati della Società delle Nazioni il 1º ottobre 1934.
Sebbene l'Intesa balcanica abbia contribuito a mantenere la pace tra le nazioni firmatarie, non riuscì a porre fine agli intrighi regionali. Nel luglio 1938, i membri dell'accordo firmarono l'Accordo di Salonicco con la Bulgaria, abrogando le clausole del Trattato di Neuilly e del Trattato di Losanna che imponevano zone demilitarizzate ai confini bulgari con la Grecia e la Turchia, consentendo alla Bulgaria di riarmarsi.
Con la firma del Trattato di Craiova nel 1940, dalla Romania sotto la pressione della Germania nazista, e con l'invasione della Jugoslavia e della Grecia da parte dell'Asse nel 1941, l'Intesa cessò di fatto di esistere. La Turchia rimase l'unico Stato firmatario ad aver evitato qualsiasi conflitto durante la Seconda guerra mondiale anche dopo l'adesione agli Alleati nel 1945.